# Playmobil FunPark Fresnes
Het Playmobil FunPark Fresnes was een Frans themapark van Playmobil in Fresnes in het departement Val-de-Marne in de regio Île-de-France. Het park werd geopend in 1999. Het had een oppervlakte van 2 000 m² en was gelegen nabij de Franse hoofdstad Parijs. Het park sloot op 31 juli 2022 definitief zijn deuren.

## Indeling
Het Playmobil FunPark bestond uit twaalf speelruimten, een Playmobil FunStore en een restaurant. Een van de twaalf speelruimten was speciaal ingericht voor kleuters met Playmobil 1.2.3, een speelgoedlijn voor kinderen van 1½ tot en met 3 jaar. De Playmobil FunStore verkocht naast het reguliere assortiment ook accessoires.

## Sluiting
Op 31 juli 2022 sloot het park definitief zijn deuren. De bezoekersaantallen in het laatste halfjaar bleven steken op ongeveer 40% van de cijfers voor de coronapandemie, waardoor het park niet rendabel is.

## Andere parken
Er zijn ook parken door Playmobil gebouwd in Zirndorf, in Athene en op Malta. Playmobil had ook twee parken in de Verenigde Staten, maar de parken in Orlando en Palm Beach Gardens zijn weer gesloten.